# 사시하라 리노
사시하라 리노(일본어: 指原 莉乃, 1992년 11월 21일 ~ )는 일본의 아이돌이자 프로듀서이며, 여성 아이돌 그룹 전 HKT48 팀H의 최연장자이자, 오자키 아츠시와 함께 전 HKT48 극장 지배인이다. 현재는 =LOVE, ≠ME, ≒JOY의 프로듀서이다. 2019년 4월 28일, 졸업 콘서트를 끝으로 HKT48 및 AKB48 활동을 끝맺었다.
오이타현 오이타시 출신이고, 오오타 프로덕션 소속이다.

## 내력
2007년
- 《AKB48 제2회 연구생 (5기생) 오디션》에 합격. AKS에 소속.

2008년
- 3월 1일, 《팀B 3rd Stage 〈파자마 드라이브〉》 공연으로, 백 댄서로서 첫 스테이지에 서게 된다.
- 8월 2일, 정규 멤버로 승격해, 구 팀B에 정식 가입.
- 구 팀B 승격으로부터 81일 후 동년 10월 22일에 발매된 〈큰 목소리 다이아몬드〉로 처음으로 선발 멤버가 되고, 계속해서 〈10년 벚꽃〉·〈눈물 서프라이즈!〉의 3곡 연속으로 선발이 되었다.

2009년
- 2월 8일부터 개최된 《팀B 4th Stage 〈아이돌의 새벽〉》 공연에서는, 유닛곡 〈사랑하는 나타샤〉의 멤버인 카타야마 하루카, 타나베 미쿠의 3명이서 〈팀 사냥꾼.〉을 결성해, 멤버 각자가 〈도리안 사시하라〉, 〈디바스 세뇨리타 카타야마〉, 〈글로리어스 타나베〉라고 자칭해, 활동하고 있었다. 〈팀 사냥꾼.〉은 2010년 4월 16일, 《팀B 4th Stage 〈아이돌의 새벽〉》 공연 마지막날 해산했다.
- 6월부터 7월에 걸쳐 실시된 《AKB48 13th 싱글 선발 총선거 〈신에게 맹세코 진심입니다〉》에서는 27위로, 정멤버 승격 후, 첫 선발이 되지 못했다(언더 걸즈).
- 8월 23일에 개최된 《요미우리 신문 창간 135주년 기념 콘서트 AKB104 선발 멤버 내각 조성 축제》의 밤 공연에서, 동년 10월부터 팀 A로 이동하는 것이 발표되었다(실제로 팀A로 이동한 것은 2010년 7월 27일).

2010년
- 3월 25일에 행해진 《AKB48 만석 축제 희망 찬반양론》의 밤공연에서, 오오타 프로덕션으로부터 이적 타진이 있었던 것이 발표되어 이적한다.
- 4월 30일부터, 사시하라 리노 공식 블로그 〈사시하라 퀄리티〉를 시작했다.
- 5월부터 6월에 걸쳐 실시된 《AKB48 17th 싱글 선발 총선거 〈어머니에게 맹세코, 진심입니다〉》에서는 19위로, 《눈물 서프라이즈!》이래로 선발 복귀를 했다.
- 8월 28일, 사시하라 본인에게는 알려지지 않고 〈헤비 로테이션〉의 텔레비전 선전 광고에 삽입하는 형태로, 〈사시하라 리노 변경 사시코〉라고 하는 개명 고지를 했다. 《24시간 TV 〈사랑은 지구를 구한다〉》 출연중의 명찰도 〈사시코〉이고, AKB48 공식 프로필 및 오오타 프로덕션 공식 프로필도 〈사시코〉로 변경되었다. 그러나, 다음 8월 29일에 개명은 농담이며, 단순한 기획이었다고 발표됐다[1]. 명찰, 프로필을 변경할 때까지의 철저, 본인의 블로그 기사[2] 등을 받아 인터넷 뉴스 등에서는 실제로 〈사시코로 개명한다〉라고의 보도가 이루어졌다. 28일 당황하고 있던 사시하라였지만, 일의 전말을 들어[3], 29일 심야에 일의 경위에 대해 말하였다.
- 9월 - 10월, 《메챠×2 이케테룻!》의 신멤버 오디션에 참가했지만, 2차 심사를 통과한 시점에서, 응모 자격의 〈18세 이상, 고교생 불가〉로부터 맞지 않은 것이 밝혀져 불합격이 되었다[4].
- 10월 13일 발매의 《월간 영 매거진》(고단샤) 2010년 11월호부터, 사시하라를 주인공으로 한 4컷만화 〈우자리노〉가 연재 개시. 연재 개시에 임하고, 2010년 9월 8일 발매의 2010년 10월호에서는 사시하라의 쁘띠 그라비아와 인터뷰가 게재되었다.
- 12월 4일 오전 0시부터 24시간 이내에, 블로그 갱신 100회에 도전해, 아메바 블로그 랭킹 1위를 목표로 하는 것이 동년 12월 3일 방송 분의 《주간AKB》에서 발표되어 동년 12월 4일 23시 55분에 목표의 100회 갱신을 달성해, 동년 12월 5일 갱신의 아메바 블로그 랭킹에서는 당일의 접속 수 3,500만 페이지 뷰를 달성해 역대 1위가 되었다.

2011년
- 1월 12일(1월 11일 심야), AKB48 멤버 첫 단독 레귤러 프로그램 《사시코 주제에~이 프로그램은 AKB와는 전혀 관계 없습니다~》를 TBS와 오이타 방송에서 방송 개시.
- 1월 21일에 개최된 《AKB48 리퀘스트 아워 세트 리스트 베스트 100 2011》에서, 오오시마 유코·키타하라 리에·요코야마 유이와 4명이서 신유닛 〈Not yet〉을 결성해, 3월 16일에 〈주말 Not yet〉로 데뷔.
- 5월부터 6월에 걸쳐 실시된 《AKB48 22nd 싱글 선발 총선거 〈올해도 진심입니다〉》에서는 9위로, 미디어 선발이 되었다[5].
- 10월 5일부터 《모리타 카즈요시 아워 와랏테 이이토모!》에 수요일 레귤러로서 출연(2012년 4월부터 월요일 레귤러).

2012년
- 1월 8일에 마쿠하리 멧세에서 개최된 〈위에서부터 마리코〉 극장반 발매 기념 대 악수회에서, avex (avex trax)로부터, 자신이 주연 하는 드라마 《뮤즈의 거울》의 주제가로 솔로 데뷔하는 것이 발표됐다.
- 2월 22일, 패션 브랜드 〈사만사 타바사〉의 이미지 모델인 〈사만사 뮤즈〉에 참가하는 것을 발표.
- 4월 18일, 오이타시 관광 대사로 취임.
- 5월 2일, 솔로 데뷔 싱글 〈그래도 좋아해〉를 발매[6].
- 5월 4일 18시부터 24시간 이내에 Google+에 300회 투고하는 것이, 이 날의 요미우리 신문 조간의 전면 광고와 이 날 아침 투고된 Google+, 및 이 날 방송의 《주간AKB》에서 발표되어 5월 5일 17시 3분에 300 투고 달성을 했다.
- 5월부터 6월에 걸쳐 실시된 《AKB48 27th 싱글 선발 총선거》에서는 4위로, 선발이 되었다[7].
- 6월 15일자(6월 16일 미명) 방송의 《AKB48의 올나이트 닛폰》에서, 《주간문춘》(2012년 6월 21일호, 분게이슌주)에서, 과거에 전 팬 남성과 교제하고 있었다고 보도된 기사에 관해서, 사실이 아닌 것도 기재되어 있었지만, 그 남성이 친구인 것은 인정해 팬이나 관계자에게 향해서 사죄했다[8]. 프로듀서 아키모토 야스시는 〈내일[9] 부터〉 HKT48에 이적하라고 명했다[10].
- 6월 25일, 자신이 프로듀스하는 아이돌 이벤트 《사시하라 리노 프로듀스 제1회 유비 축제~아이돌 임시총회~》를 일본 무도관에서 개최했다.
- 7월 5일, HKT48 극장에서 개최된 《팀H 1st Stage 〈손을 잡으면서〉》 공연에 첫 출연[11]. 공연 중에 팀H에 소속하는 것도 발표되었다.
- 7월 23일, 팀A 멤버로서 AKB48 극장에서의 마지막 공연이 된, 특별 공연 《사시하라 리노 환송회》가 거행되었다[12].
- 8월 12일, AKB48 극장에서 개최되는 〈HKT48 팀H 출장 공연/AKB48 극장 《손을 잡으면서》 공연〉에 출연. 환송회 이래, 약 3주만에 AKB48 극장의 스테이지에 서게 되었다[13].
- 10월 17일, 2nd 솔로 싱글 〈무기력한 가장 무도회〉를 사시하라 리노 with 안리레 명의로 발매[14].

2013년
- 4월 28일, 일본 무도관에서 개최된 《AKB48 그룹 임시총회 ~흑백 가려야 하지 않겠는가!~》의 마지막 날 밤 공연에서, HKT48 극장 지배인을 겸임하는 것이 발표되었다[15]. 멤버와 극장 지배인과의 겸임은 그룹 사상최초. 이것에 의해 HKT48 극장 지배인은 오자키 아츠시와의 두 명 체제가 된다.
- 5월부터 6월에 걸쳐 실시된 《AKB48 32nd 싱글 선발 총선거》에서는 사상 최고인 득표수 150,570표로 1위를 획득해, 첫 센터 포지션에 서게 되었다. AKB48의 자매 그룹에 소속하는 멤버가 총선거에서 1위를 획득한 것은 사상 처음이다[16].

2014년
- 5월부터 6월에 걸쳐 실시된 《AKB48 37th 싱글 선발 총선거》에서는 2위로, 선발이 되었다[17].

2015년
- 5월부터 6월에 걸쳐 실시된 《AKB48 41st 싱글 선발 총선거》에서는 1위로, 센터가 되었다.

2016년
- 5월부터 6월에 걸쳐 실시된 《AKB48 45th 싱글 선발 총선거》에서는 1위로, 센터가 되었다.

2017년
- 2월 23일, 《AKB48의 올나이트 닛폰》에서 STU48 겸임과 이 극장의 지배인으로 임명되는 것도 발표됐다[18].
- 11월 25일, 《세토우치 7현 투어 ~안녕하세요 STU48입니다.~》 히로시마 공연에서 STU48을 겸임 해제와 이 극장 지배인 겸임을 종료한다고 발표했다[19].

2018년
- 1월 18일, 도쿄 돔 시티 홀에서 개최된 자신 첫 솔로 콘서트 《사시하라 리노 솔로 콘서트 ~아이돌란게 뭐야?~》를 개최되었다[20]。
- 12월 15일, 도쿄 돔 시티 홀에서 개최된 HKT48 단독 콘서트에서 그룹로부터 졸업하는 것을 발표[21].

2019년
- 4월 28일, 요코하마 스타디움에서 졸업 콘서트를 개최[21]. 같은 날을 기해 HKT48를 졸업.
- 5월 28일, 마린 멧세 후쿠오카에서 《사시하라 리노 대감사제》를 개최[21].

## 인물
- 초등학교 1학년 무렵에 《ASAYAN》으로 모닝구무스메를 알아 좋아하게 되어, 그것을 계기로 여성 아이돌에 빠져든다. 동경의 존재는 모닝구무스메.이며, 안에서도 카메이 에리의 대 팬이다. 또, 야스다 케이를 목표의 인물로 하고 있다. 그 밖에 헬로! 프로젝트의 멤버로서 Berryz코보의 쿠마이 유리나와 ℃-ute의 하기와라 마이를 오시멘으로 들고 있다.
- 자기 자신을 한마디로 말하면 〈좋은 의미로 오타쿠〉. 특히 여성 아이돌 오타쿠여, TV 방송에서도 오타게를 피로하고 있는 외 , 《AKB48 네모우스 TV》의 기획으로 메이지 대학의 학생의 앞에서 강의하게 되었을 때는, 오타게를 테마로 실연을 섞으면서 강의해, 대갈채를 얻었다. 그 밖에, 《마지스카 학원》 출연시의 역할의 이름도 〈오타〉가 되고 있다. 덧붙여 남성 아이돌에는 〈지금까지 흥미 가진 일 한번도 없다〉. 장점은, 〈나쁜 의미에서도 그렇지만, 좋은 의미에서도〉 〈적당〉, 단점은 〈신경써 있어〉이므로 〈굴복하기 쉽다〉, 〈네거티브〉. 또 낯가림, 고소공포증이기도 하다.
- 트롬본과 피아노를 연주할 수 있다. 트롬본은 중학교의 취주악부에서 처음으로 배워, 중학교 2학년 여름에 취주악부의 현 대회에서, 트롬본반으로서 참가해 금상을 받았다. 또 고문에서는 한사람 한사람의 기술의 향상, 그리고 동료의식의 중요함을 특히 강하게 배웠다고 한다.
- 《두근두근 메모리얼 Girl's Side》나 《러브플러스》 등의 연애 시뮬레이션 게임을 좋아한다. 플레이스테이션·포터블 용 소프트 《AKB1/48 아이돌과 사랑하면…》에 대해서도 발매 전에 도전해, 플레이에 열중해 버린 취지를 《AKB48의 올나이트 일본》 방송 내에서 시노다 마리코나 오오시마 유코의 앞에서 뜨겁게 말했다.
- 좋아하는 음식으로서 하나마루 우동의 온옥붓카케나 편의점에서 판매되고 있는 오뎅, 양배추말이를 공연 등에서 들고 있다. 출신지의 오이타현은 닭 튀김의 소비량이 많지만, 이것도 좋아하는 것. 옛날 조모가 만들어 주었던 적이 있기 위해 빠에야도 좋아하는 것. 가리비도 좋아하는 것이다.
- 〈오뎅을 좋아하는 아이돌〉이나 〈컵라면 아이돌〉로서 잡지에서 채택된 적도 있다.
- 모친이 프로축구팀 오이타 트리니타의 열광적인 서포터였던 영향으로, 어머니에 이끌려 홈 게임을 매시합 보러 가고 있었다. 트리니타의 레플리카 유니폼을 레슨벌로서 착용하고 있기도 했다.
- 영검 3급을 취득하여, 《주간AKB》의 중간 테스트에서는, 참가 20명(중 5명은 SKE48) 중 사시하라를 포함한 3명만 정답을 맞추었던, 《눈물 서프라이즈!》의 가사를 영문화한 것을 일역 하는 문제에도 정답을 맞추었다.
- 한편 수학은 대단한 서툴러서, 《메챠×2 이케테룻!》의 기획 〈도쿄 스카이 바보 결정!! 국립 메차노미즈 여고 불시 기말 테스트〉에 참가했을 때의 수학 테스트에서도, 참가자 중 최저 득점으로, 1자리수의 숫자의 가감산 복합 문제조차 잘못했을 정도이다. 그 때문일까 숫자가 관련되고 있는 발언에는, 약간 애매모호한 부분이 있을 때가 있다.
- 패션 등의 세련된 것에 관한 지식이 부족하고, 스스로도 〈촌스럽다고 하는 자각이 있다〉. 낯가림이 있어 점원으로부터 말을 걸려면 긴장하기 때문에, 옷을 사러 나가는 일이 많이 없고, 평상시는 마에다 아츠코, 의상 담당자, 팬으로부터 받은 옷을 입고 있어 스스로 사러 가는 일이 있다고 해도 〈라포레 하라쥬쿠의 최상층만〉. 레슨 왕복 등에는 〈상하 스웨터〉로 거리를 걷는 일조차 있다.
- 휴일은 오로지 〈집으로부터 나오지 않는다〉로 게임, 만화를 읽으며 보낸다.
- 잡화점은 좋아하고, 오이타현에 거주했을 때에는 빌리지 밴가이드에 빈번히 가고 있었다. 〈모두가 《좋지 않아》라고 생각하는 것이 좋아〉로 〈만져지는 아이템〉을 기꺼이 구입한다. 또 빈번히 다닐 정도는 아니지만, 메이드 카페를 좋아한다. 취미는 헤드폰, 이어폰 모음.

### AKB48·HKT48 관련
- 애칭은, 주로 〈삿시〉 〈사시코〉라고 이름 붙인 것은 팀B의 카시와기 유키이다. 쿠라모치 아스카에게는 〈삐-야〉라고 불리기도 한다. 연구생 때에는 〈사시리노〉 〈리노틴〉이라고 불리고 있었다. 동기 키타하라 리에나 니토 모에노는 사시하라의 〈사시〉로부터 〈윳비-〉나 〈유비쨩〉이라고 부르는 일이 있다. 또, 승격 당초에는 녹색을 좋아하는 것으로부터 히라지마 나츠미에게 〈미도리-노〉라고 이름이 붙여져 애칭의 후보로 거론되고 있었지만, 이것은 사용하고 있지 않다.
- 〈RIVER〉나 〈포니테일과 슈슈〉는 전포지션을 해낼 수 있고(어느 포지션이나 들어가기 위해), 다른 곡의 직전의 대역이라도 확실히 기억해 오기 때문에 스태프의 신뢰가 두껍다.
- 선발 총선거에서, 27위, 19위, 9위, 4위로 회를 거듭할 때 마다 순위를 올리고 있다. 이것에 대해서 아키모토 야스시는 〈대단하고, 놀랐다〉라고 말하고 있다.
- 캡틴 다카하시 미나미가 부재때의 팀A공연에서는, 정리 역을 맡고 있다.
- 토가사키 토모노부가 악수회의 평판이 높은 멤버 중 한 명으로서 이름을 들고 있다[22].
- 오오야 시즈카(후쿠오카현 출신), 키타하라 리에(아이치현 출신), 전 연구생인 토미타 마유(카가와 현 출신), 나카니시 유카(현·SKE48, 아이치 현 출신)와는, 상경하고 나서 약 1개월간 함께 생활한 관계로[23], 사시하라를 포함한 이 5명, 특히 2011년에도 예능 활동을 실시하는 토미타 이외의 4명을 〈구(旧)지방조〉[24], 자신, 오오야, 키타하라에, 코모리 미카(아이치 현 출신), 요코야마 유이(교토부 출신)을 더한 5명을 〈지방조〉라고 하고 있다[25].
- 키타하라 리에와는 동기로 데뷔일도 가까워, 다른 멤버가 때때로 오인하는 만큼 얼굴도 비슷하다고 들어, 초기 무렵에는 레슨에서 페어로 되고 있었다. 사무소도 함께 오오타 프로로 담당 매니저도 같다. 매우 사이가 좋고, 서로 제일 사이가 좋은 멤버라고 공언하고 있다. 서로의 자택에 묵거나, 블로그에 종종 등장하거나 하는 것으로부터 〈리노리에는 진짜〉라는 말이 있는 정도이다[26]. 같은 동기 니토 모에노도 포함해 〈동기 중에서도 정말 특히 사이가 좋은 멤버 3인〉이었지만, 팀 셔플 후에는 3명이 각각 다른 팀이 되어, 특히 니토 모에노와는 만날 기회가 줄어 들었다. 코모리 미카와도 〈사이 좋은 자매〉라고 할 정도의 사이. 또 마에다 아미에게는 〈의지할 수 있는 마마〉라고 존경받고 있어, 사시하라도 귀여워하고 있다.
- 그 외의 사이 좋은 멤버는, 오오타 아이카, 오오야 시즈카, 카시와기 유키, 와타나베 마유 등. 선배 멤버에서는 마에다 아츠코(사시하라리노가 좋아하는사람), 미네기시 미나미 등.
- 사시하라 리노·키타하라 리에·미네기시 미나미·다카하시 미나미의 4명이서 시모키타자와에 쇼핑하러 갈 기회가 있어, 〈시모키타조〉라고 칭하고 있다.
- 존경하는 멤버는 오오시마 유코와 미네기시 미나미. 한층 더 마에다 아츠코는 초(超)리스펙트 하고 있다.
- 쿠라모치 아스카와 카시와기 유키의 흉내를 잘낸다.
- 2011년 5월부터 매월 실시되고 있는 AKB48 그룹 멤버의 동일본 대지진 재해지 방문에서는, 2013년 3월 기준으로, 최다가 되는 6회 참가하고 있다.

## AKB48·HKT48·STU48에서의 참가곡

### 싱글 CD 선발곡
AKB48 명의
- 大声ダイヤモンド / 큰 목소리 다이아몬드
- 10年桜 / 10년 벚꽃
- 涙サプライズ! / 눈물 서프라이즈!
- 〈言い訳Maybe 변명 Maybe〉에 수록
  - 飛べないアゲハチョウ / 날 수 없는 호랑나비 - 언더 걸즈 명의
- 〈RIVER〉에 수록
  - 君のことが好きだから / 너가 좋으니까 - 언더 걸즈 명의
- 〈桜の栞 벚꽃 책갈피〉에 수록
  - Choose me! - 팀YJ 명의
- 〈ポニーテールとシュシュ 포니테일과 슈슈〉에 수록
  - 盗まれた唇 / 도둑맞은 입술 - 언더 걸즈 명의
  - マジジョテッペンブルース / 마지여고 정상 브루스
- ヘビーローテーション / 헤비 로테이션
  - ラッキーセブン / 럭키 세븐
  - 野菜シスターズ / 야채 시스터즈 - 야채 시스터즈 명의
- Beginner
- 〈チャンスの順番 찬스의 차례〉에 수록
  - 予約したクリスマス / 예약한 크리스마스
  - 胡桃とダイアローグ / 호두와 다이얼로그 - 팀A 명의
- 桜の木になろう / 벚나무가 되자
- 誰かのために -What can I do for someone?- / 누군가를 위해서 -What can I do for someone?-
- Everyday、カチューシャ / Everyday, 카츄샤
  - これからWonderland / 이제부터 Wonderland
  - ヤンキーソウル / 양키소울
- フライングゲット / 플라잉 겟
- 風は吹いている / 바람은 불고 있어
- 〈上からマリコ 위에서부터 마리코〉에 수록
  - ノエルの夜 / 노엘의 밤
  - 隣人は傷つかない / 이웃은 상처받지 않아 - 팀A 명의
- GIVE ME FIVE!
  - スイート&ビター / 스위트&비터 - 셀렉션6 명의
- 真夏のSounds good ! / 한여름의 Sounds good !
  - ちょうだい、ダーリン! / 주세요, 달링!
- ギンガムチェック / 깅엄 체크
- UZA
- 〈永遠プレッシャー 영원 프레셔〉에 수록
  - 初恋バタフライ / 첫사랑 버터플라이 - HKT48 명의
- So long !
- さよならクロール / 안녕 크롤
- 恋するフォーチュンクッキー / 사랑하는 포춘 쿠키
  - 最後のドア / 마지막 문
  - 涙のせいじゃない / 눈물 탓이 아니야
- ハート・エレキ / 하트 일렉트릭 기타
- 〈鈴懸の木の道で「君の微笑みを夢に見る」と言ってしまったら僕たちの関係はどう変わってしまうのか、僕なりに何日か考えた上でのやや気恥ずかしい結論のようなもの 플라타너스 나무가 서 있는 길에서 「네 미소가 꿈에 나왔어」라고 말해버린다면 우리들의 관계는 어떻게 변하는 걸까, 나 나름대로 며칠이고 생각해본 후의 조금 부끄러운 결론처럼〉에 수록
  - Mosh & Dive
  - ウインクは3回 / 윙크는 3회 - HKT48 명의
- 前しか向かねえ / 앞 밖에 보지 않아
- ラブラドール・レトリバー / 래브라도 리트리버
- 心のプラカード / 마음의 플래카드
- 望的リフレイン / 희망적 리프레인
- Green Flash
  - 履物と傘の物語 / 신발과 우산 이야기
  - 大人列車 / 어른 열차 - HKT48 명의
- 僕たちは戦わない / 우리는 싸우지 않아
- ハロウィン・ナイト / 할로윈 나이트

HKT48 명의
- スキ!スキ!スキップ! / 좋아! 좋아! 스킵!
  - お願いヴァレンティヌ / 부탁해 바렌티누
  - 今がイチバン / 지금이 가장 - 우마쿠치 히메 명의
  - 制服のバンビ / 제복의 밤비
- メロンジュース / 멜론 주스
  - 泥のメトロノーム / 흙탕물의 메트로놈 - 우마쿠치 히메 명의
  - 波音のオルゴール / 파도소리 오르골
- 桜、みんなで食べた / 벚꽃, 다 함께 먹었어
- 控えめ I love you ! / 소극적인 I love you !
- 12秒 / 12초

STU48 명의
- AKB48 〈願いごとの持ち腐れ / 소원을 간직할 뿐〉에 수록
  - 瀬戸内の声 / 세토우치의 목소리

### 극장 공연 유닛곡
AKB48 명의
팀B 3rd Stage 〈파자마 드라이브〉 공연
1. 純情主義 / 순정주의 (백 댄서)
2. 鏡の中のジャンヌ・ダルク / 거울 속의 잔 다르크 ※

※키쿠치 아야카 강판 후
팀K 4th Stage 〈최종 벨이 울린다〉 공연
※우메다 아야카의 전원 곡 언더
팀A 4th Stage 〈지금 연애 중〉 리바이벌 공연
1. Faint

※이타노 토모미의 언더
연구생 〈지금 연애 중〉 공연
1. Faint

팀B 4th Stage 〈아이돌의 새벽〉 공연
1. 愛しきナターシャ / 사랑하는 나타샤

THEATER G-ROSSO 〈꿈을 죽게 할 수는 없어〉 공연
1. Confession

※이타노 토모미·키쿠치 아야카의 스탠바이
팀A 6th Stage 〈목격자〉 공연
1. 炎上路線 / 불타오르는 노선
2. サボテンとゴールドラッシュ / 선인장과 골드 러시 ※

※시노다 마리코의 유닛 언더
HKT48 명의
팀H 1st Stage 〈손을 잡으면서〉 공연
- Glory days
- この胸のバーコード / 이 가슴의 바코드

팀H 2nd Stage 〈하카타 레전드〉 공연
- 制服レジスタンス / 제복 레지스탕스
- 制服のバンビ / 제복의 밤비

## 출연

### 텔레비전 드라마
- 마지스카 학원 (2010년 1월 8일 ~ 3월 26일, TV 도쿄) - 오타 역
- Dr. 이라부 이치로 제7화 (2011년 3월 20일, TV 아사히） - 본인 역
- 마지스카 학원 2 (2011년 4월 15일 ~ 7월 1일, TV 도쿄) - 오타 역
- 뮤즈의 거울 (2012년 1월 14일 ~ 6월 23일, 닛폰 TV) - 주연·무코다 마키 역
- 후쿠오카 연애 백서 7 ~두 Love Story~ (1월 14일 ~ 6월 23일, 닛폰 TV) - 주연·카오리 역
- 어린이 경찰 제6화 (2012년 5월 24일, MBS TV) - 미키하라 리노 역
- 메구땅은 마법 쓸수 있어? 제6화 (2012년 8월 11일, 닛폰 TV) - 무코다 마키 역
- 용자 요시히코와 악령의 열쇠 제9화 (2012년 12월 7일, TV 도쿄) - 엘리자 역 ※우정 출연

### 영화
- 이스타 래빗의 캔디 공장 (일본에서는 2011년 8월 19일 개봉) - 더빙·핑크 베레 역
- 극장판 뮤즈의 거울~마이 프리티 돌~ (2012년 9월 29일, 쇼치쿠) - 주연·무코다 마키 역
- 어린이 경찰 (2013년 3월 20일 개봉, 도호 영상 사업부) - 마키하라 리노 역
- 나는 아직 진심을 내지 않았을 뿐 (2013년 6월 15일 개봉, 쇼치쿠) - 우나미 아야 역

### 버라이어티·정보 프로그램
현재 출연 프로그램
- AKBINGO! (부정기 출연, 닛폰 TV)
- 아리요시 AKB 공화국 (부정기 출연, TBS)
- 모리타 카즈요시 아워 와랏테 이이토모! (수요일 레귤러: 2011년 10월 5일 ~ 2012년 3월 28일, 월요일 레귤러: 2012년 4월 2일 ~ , 후지 TV)
- 와랏테 이이토모! 증간호 (2011년 10월 9일 ~ , 후지 TV)
- 시청자 참가형 정보 라이브 타마리바 (2012년 7월 11일 ~ , TV 니시닛폰) ※수요일 레귤러
- 아사데스. KBC (2012년 7월 12일 ~ , KBC TV) ※목요일 레귤러
- HKT48의 외출! (2013년 1월 25일 ~ , TBS) - MC

과거 출연 프로그램
- AKB0시59분! (2008년 7월 28일 ~ 9월 22일, 닛폰 TV)
- AKB48+10! (부정기출연, 엔타!371)
- AKB48 네모우스 TV (패밀리 극장)
  - Season2 (2009년 7월 31일·8월 7일·9월 11일·18일)
  - Season3（2009년 10월 9일·16일·11월 20일·27일·12월 11일·18일)
  - 스페셜~겨울의 나라로부터 2010~ (2010년 3월 27일)
  - 스페셜~팀 대항! 봄 볼링 대회~ (2010년 4월 30일)
  - Season4 (2010년 7월 4일·11일·8월 15일·22일)
  - 스페셜~오스트레일리아 수학 여행~ (2010년 9월 23일)
  - Season5 (2010년 10월 24일·31일·11월 21일<비디오 메시지만>)
- 주간AKB (부정기 출연, TV 도쿄)
- 나루호도! 하이스쿨 (2010년 5월 30일·10월 9일·2011년 4월 21일 ~ 2012년 3월 8일, 닛폰 TV)
- AKB와××! (2010년 9월 28일·12월 23일, 요미우리 TV)
- AKB-급 미식가 스타디움 (2011년 1월 23일, 음식과 여행의 후디즈 TV)
- 사시코 주제에 ~이 프로그램은 AKB와는 전혀 관계 없습니다~ (2011년 1월 11일 ~ 9월 27일, TBS) ※첫 레귤러 프로그램
- AKB48 콩트 〈미묘~〉 (2011년 9월 29일·11월 10일·17일, 히카리 TV)
- 욘파라 FUTURE 게임 배틀 (2011년 10월 9일 ~ 2012년 3월 25일, TBS)
- 폭소 학원 나세바나~르! (2012년 10월 9일 ~ 2013년 2월 26일, MBS)
- HaKaTa 백화점 (2012년 10월 7일 ~ 2013년 1월 13일, 닛폰 TV) - 바이어(MC)
- HaKaTa 백화점 2호관 (2013년 1월 26일 ~ 2013년 3월 30일, 닛폰 TV) - 바이어(MC)
- AKB 영상 센터(2013년 ~ 2013년 , 후지 TV) - MC

### 텔레비전 애니메이션
- 사자에상 (FNS 27시간 TV) - OL사시코 역 (2012년 7월 22일)

### 홍보 프로그램
- 오이타현 국민건강보험 단체 연합회 국보 헬시 토크 (2012년 4월 - 2013년 3월, 오이타 방송·TV 오이타·오이타 아사히 방송)

### 라디오
- ON8 〈기둥 NIGHT! with AKB48〉 (부정기 출연, bayfm)
- AKB48 내일까지 좀 더. (부정기 출연, 분카 방송)
- AKB48의 전력으로 듣지 않으면 안되잖아!! (2008년 12월 3일 ~ 2010년 6월 29일, 스타데지오)
- AKB48의 올나이트 일본 (부정기 출연, 닛폰 방송)
- AKB48 오늘 밤은 돌아가지 않는… (2009년 10월 26일・11월 2일(게스트 출연), 2010년 8월 23일(레귤러) ~ , CBC 라디오)
- 리슨? ~Live 4 Life~ (2011년 11월 8일, 분카 방송)

### CM
- 카고메 《야채 하루 이것 한 개》
- 넥슨 《메이플 스토리》 (2011년 12월 23일 ~ )
- 카오 《토일렛 퀵쿨》 (2012년 3월 15일 ~ )
- 사만사 타바사 재팬 리미티드 〈사만사 베가〉 (2012년 ~ )
- 토키와 약품 공업 《매끈 본점 두유 이소플라본》 (2012년 10월 8일 ~ )

### 이벤트
- 사시하라 리노 프로듀스 제1회 유비 축제~아이돌 임시총회~ (2012년 6월 25일, 일본 무도관) - 사시하라 외, 아이돌이 다수 출연
- 카와구치 시·구 하토가야 시 합병 1주년 기념 이벤트 〈카와구치 숙소 하토가야 숙소 닛코오나리카이도 축제〉 (2012년 11월 11일, 카와구치 시내) - 이와츠키번·아베 마사츠구의 딸 역

## 음반

### 싱글
|     | 발매일           | 타이틀                                      | 규격                                                              | 최고 순위 | 비고                           |
| --- | ---------------- | ------------------------------------------- | ----------------------------------------------------------------- | --------- | ------------------------------ |
| 1st | 2012년 5월 2일   | それでも好きだよ 그래도 좋아해              | CD+DVD (초회반 A) CD+DVD (초회반 B) CD+DVD (초회반 C) CD (통상반) | 2위       |                                |
| 2nd | 2012년 10월 17일 | 意気地なしマスカレード 무기력한 가장 무도회 | CD+DVD (초회반 A) CD+DVD (초회반 B) CD+DVD (초회반 C)             | 1위       | 사시하라 리노 with 안리레 명의 |

### 솔로 악곡
1. 切ないリプライ
  - AKB48의 앨범 「ここがロドスだ、ここで跳べ!」에 수록.

### 참가 작품
- 우치다 유야의 앨범 「シェキナベイベー」 (2014년 6월 11일)
  - シェキナベイベー (우치다 유야 feat. 사시하라 리노 명의)

## 서적

### 잡지 연재
- 주간 영 점프 (2010년 8월 19일 - , 슈에이샤) - 키타하라 리에·카시와기 유키와 함께 《AKB48 당번 연재 빙빙 4》에서 〈삿시 미소녀화 계획!〉을 연재.
- SWITCH (스윗치 퍼블리싱)
  - 〈우메사시〉 (2010년 11월 20일 - 2011년 2월 20일) - 우메카요와 공동 연재.
  - 〈사시하라 리로디드〉 (2012년 8월 20일 - )
- 월간 영 매거진 (2010년 11월호 - 2011년 8월호, 고단샤)
  - 〈우자리노〉 (원작: 엔드 롤 프로덕션, 만화: 마츠우라 마도카)
- 주간 플레이 보이(슈에이샤)
- 〈AKB48에서도 아는 뉴스의 말〉 (2011년 5월 2일 - ) - 우에스기 다카시·미네기시 미나미와 공동 연재.
- 〈사시코+〉 (2012년 3월 5일 - ) 작화: 타나베 요이치로

### 사진집
- 사시코 (고단샤 Mook, 2012년 1월 19일, 고단샤) ISBN 978-4-06-389632-9

### 캘린더
- B.L.T. U-17 vol.8 (2008년 11월 6일 발매, 도쿄 뉴스 통신사)
- B.L.T.U-17 Vol.11 sizzleful girl 2009 summer (2009년 8월 5일 발매, 도쿄 뉴스 통신사)
- 사시하라 리노 2011년 캘린더 (2010년 9월 30일, 하고로모)
- 사시하라 리노 2012년 캘린더 (2011년 11월 19일, 하고로모)
- 사시하라 리노 2012 TOKYO 데이트 캘린더 (2011년 11월 29일, 하고로모)